# Live in Spain
Live in Spain è il quindicesimo EP della band heavy metal/epic metal Manowar. Esso è stato registrato live nel 1999.

## Tracce
1. Manowar
2. Hail and Kill
3. Kill with Power

## Formazione
- Ross the Boss - chitarra
- Joey DeMaio - basso
- Scott Columbus - batteria
- Eric Adams - voce